# إريز طال
إريز طال أو باسم ولادته إريز بن طوليلة (بالعبرية: ארז טל - بالفرنسية: Erez Tal / Erez Ben-Tulila) من مواليد 27 يوليوز 1961 بإسرائيل.

## نبذة عن حياته
ولد إريز بتل أبيب في إسرائيل من والده أهارون بن طوليلة الذي هاجر من الجزائر نحو إسرائيل. تم تغيير الاسم العائلي عندما كان في عمر إريز أربع سنوات.

## روابط خارجية
- إريز طال على موقع IMDb (الإنجليزية)
- إريز طال على موقع قاعدة بيانات الفيلم (الإنجليزية)